# Māfgeh
Māfgeh (persiska: Māfegā, مافگه) är en ort i Iran.   Den ligger i provinsen Khuzestan, i den centrala delen av landet, 400 km söder om huvudstaden Teheran. Māfgeh ligger 712 meter över havet och antalet invånare är 346.
Terrängen runt Māfgeh är huvudsakligen kuperad, men söderut är den bergig. Runt Māfgeh är det ganska tätbefolkat, med 56 invånare per kvadratkilometer. Närmaste större samhälle är Shū Gol-e Ḩājjīvand, 7,6 km väster om Māfgeh. Omgivningarna runt Māfgeh är i huvudsak ett öppet busklandskap.